# Arbetarlistan
Arbetarlistan (AL) var ett svenskt politiskt parti, registrerat för val hos valmyndigheten.

## Historik
Beslut att grunda partiet Arbetarlistan togs 21 januari 1990 vid ett möte i Uppsala av ett 20-tal fackligt aktiva personer som varit med inom det fackliga Dalauppropet under de föregående åren. Bland dessa fanns Åke Wiklund, som varit ordförande för verkstadsklubben inom fackförbundet Metall vid Saab-Scania i Falun och 1985 var en av grundarna till Dalauppropet. Vid mötet utsågs en tillfällig styrelse inför den första kongressen. Den konstituerande kongressen genomfördes på Vasa gymnasium i Stockholm 19 maj 1990. Partiet hade en mycket lös sammansättning, och rekryterade sina medlemmar från olika organisationer inom arbetarrörelsen. Avsikten var att utgöra ett parti för missnöjda socialdemokratiska väljare. Många av partiets mest ledande personer kom från det maoistiska partiet SKP, bland andra Lars Aronsson, Kjell Eriksson och Jörgen Larsson, eller från den trotskistiska organisationen Socialistiska förbundet och Förenade socialister - nybyggare, men majoriteten av medlemmarna kom från Socialdemokraterna.[källa behövs]
Partiet splittrades dock innan valet 1991, och i slutändan fick den spillra som återstod av partiet bara 0,07 procent av rösterna i riksdagsvalet det året. Några som hade varit medlemmar av partiet bildade senare Folkdemokraterna. Även Åke Wiklund som blev vald som partiordförande 1991 tog avstånd från Arbetarlistan 1993. Han menade att partiet var riktat till socialdemokrater man togs över av "tokvänstern". Arbetarlistan fick dock lokalt viss representation, i både Ragunda kommun och i Timrå kommun fick partiet 1 mandat i kommunfullmäktige i valet 1991, och i Vimmerby kommun fick Arbetarlistan 1 mandat i kommunfullmäktige i de tre följande valen 1994, 1998 och 2002.
Partiet fick 102 röster i riksdagsvalet 1998 och 12 röster i riksdagsvalet 2002. Partiet ställde även upp i Europaparlamentsvalet 1995. Partiet ställde inte upp i riksdagsvalet 2006. Partinamnet avregistrerades 2006.